# Dream of you
Dream of you es el primer disco en solitario de la cantante irlandesa y miembro de The Corrs, Sharon Corr. El álbum está escrito por Sharon, excepto las canciones instrumentales irlandesas y alguna versión. El disco cuenta con la participación del cantante español Álex Ubago en la canción Buenos Aires. Se trata del segundo dueto que hacen ambos artistas tras la colaboración de Sharon en el álbum del español, Calle ilusión. Para España se lanzó como primer sencillo un remix de la canción Everybody's got to learn sometime (Seoan remix 2011).

## Listado de canciones
Todas las canciones escritas por Sharon Corr, salvo la que se indique.

### It's not a dream
| N.º | Título                                         | Escritor(es)                                    | Duración |  |
| 1.  | «Our wedding day» (She moved through the fair) | Traditional                                     | 2:18     |  |
| 2.  | «Everybody's got to learn sometime»            | James Warren                                    | 3:13     |  |
| 3.  | «It's not a dream»                             | Sharon Corr                                     | 4:08     |  |
| 4.  | «Mná Na h'Éireann» (Women of Ireland)          | Seán Ó Riada                                    | 5:45     |  |
| 5.  | «Buenos Aires» (junto a Álex Ubago)            | Sharon Corr, Álex Ubago                         | 3:53     |  |
| 6.  | «So long ago»                                  | Sharon Corr                                     | 3:35     |  |
| 7.  | «Smalltown boy»                                | Steven Bronski, Laurence Cole, James Somerville | 5:03     |  |
| 8.  | «Cooley's reel»                                | Traditional                                     | 3:19     |  |
| 9.  | «Butterflies»                                  | Sharon Corr                                     | 4:22     |  |
| 10. | «Dream of you»                                 | Sharon Corr                                     | 3:49     |  |
| 11. | «Real world»                                   | Sharon Corr                                     | 3:55     |  |
| 12. | «Love me better»                               | Sharon Corr                                     | 3:39     |  |

### iTunes bonus[2]
| N.º | Título             | Escritor(es) | Duración |  |
| 13. | «Jenny's chickens» | Traditional  | 2:44     |  |

## Sencillos
1. "It’s not a dream": se puso a la venta el 28 de agosto de 2009. No cuenta con video oficial.
2. "Everybody’s got to learn sometime": se puso a la venta en 2010. El videoclip fue grabado en Andalucía, España.